# Ahmose (drottning)
Ahmose var en fornegyptisk drottning (stor kunglig hustru) under Egyptens artonde dynasti i Nya riket. Hon var drottning till farao Thutmosis I (r. 1505-1492 f.Kr.) som även var hennes halvbror. Tillsammans fick de dottern farao Hatshepsut. Hon var även syster till farao Amenhotep I. Hon var dotter till farao Ahmose (r. 1550-1525 f.Kr.)